# Danny Kennedy
Danny Kennedy (6 luglio 1959) è un politico nordirlandese unionista.

## Biografia
Ha studiato alla Newry High School e ha poi lavorato per British Telecom per vent'anni fino al 1998. Dal 1974, membro del Partito Unionista dell'Ulster, ha ricoperto diverse funzioni nelle sue strutture locali e centrali. Dal 1985 è stato consigliere per il distretto di Newry e Mourne, negli anni 1994-1995 è stato presidente di questo organo.
Nel 1998 è stato eletto per la prima volta all'Assemblea dell'Irlanda del Nord. È stato rieletto nel 2003, 2007, 2011 e 2016, rimanendo in parlamento fino al 2017. Da ottobre 2010 a maggio 2011 è stato membro del governo regionale come ministro del lavoro e dell'istruzione e da maggio 2011 a settembre 2015 è stato ministro per lo sviluppo regionale. Da maggio 2016 a gennaio 2017, è stato vicepresidente dell'Assemblea dell'Irlanda del Nord.